# Lorenz Kramer
Lorenz Kramer (* 24. November 1941 in Neapel; † 5. April 2005 in Bayreuth) war ein deutscher Physiker. Er war Professor für theoretische Physik an der Universität Bayreuth.

## Leben
Lorenz Kramer wurde am 24. November 1941 im italienischen Neapel geboren. Seine italienische Mutter und sein deutscher Vater waren Biologen. 1943 zog die Familie nach Heidelberg, 1948 nach Wilhelmshaven, wo Kramer seine Schulzeit verbrachte.
Nach dem Wehrdienst, den er von 1961 bis 1962 in Berchtesgaden absolvierte, studierte er ab 1962 an der Universität Heidelberg Physik. Nach dem Vordiplom wechselte er 1964 an die Universität Hamburg, wo er 1967 seine bei Ludwig Tewordt (1926–2016), Ordinarius für Theoretische Physik, angefertigte Diplomarbeit zum thermodynamischen Verhalten von Typ-II-Supraleitern fertigstellte. Für das Promotionsstudium verließ er Deutschland und machte seine Doktorarbeit in den Vereinigten Staaten an der Stanford University. Dort wurde er bei dem nur vier Jahre älteren Alexander Fetter 1969 mit einer Arbeit zur Stabilität von Supraflüssigkeit und Ionenbeweglichkeit von Mischungen der beiden Heliumisotope Helium-3 und Helium-4 promoviert.
Nach der Promotion absolvierte Kramer zunächst einen Forschungsaufenthalt an der Rutgers University von 1969 bis 1971. In demselben Jahr kehrte er nach Deutschland zurück, wo er eine Stelle als wissenschaftlicher Angestellter an der Kernforschungsanlage Jülich antrat. 1975 ging er als Dozent an die Technische Universität München. 1978 trat er eine Vollprofessur an der Universität Bayreuth an, die er bis zu seinem Tod innehatte. 1981 lehnte er einen Ruf an die TU München ab.
An der Universität Bayreuth war Lorenz Kramer von 1979 bis 1981 Dekan der Mathematisch-physikalischen Fakultät und von 1991 bis 1994 Vorsitzender des Physikalischen Instituts. Von 1982 bis 1994 saß er dem Senatskomitee der Universität zu Informatikfragen vor.
Er gehörte dem wissenschaftlichen Herausgebergremium der Fachzeitschriften Physical Review A, später Physical Review E (1991–1996) sowie seit 1992 demjenigen von Physica D an.
Im Lauf seiner Karriere verbrachte er unter anderem Forschungsaufenthalte an der Universität Lancaster in England, am Aspen Center for Physics und dem Los Alamos National Laboratory in den USA, am Weizmann-Institut für Wissenschaften in Israel, am Institut Henri Poincaré in Frankreich sowie wiederholt an der Universität Barcelona, am IBM-Forschungszentrum in Rüschlikon in der Schweiz, am Institut für Theoretische Physik der Universität Santa Barbara in Kalifornien, am Laboratoire de physique des solides (LPS) der Universität Paris-Süd und dem Institut non-linéaire de Nice (INLN) der Universität Nizza Sophia-Antipolis sowie am Istituto nazionale di ottica des Consiglio Nazionale delle Ricerche in Florenz.
Kramer war verheiratet mit Agnes Buka, einer ungarischen Experimentalphysikerin, die er bei seinen Arbeiten zu Flüssigkristallen kennengelernt hatte und mit der er zahlreiche gemeinsame Arbeiten veröffentlichte. Er war Vater von drei Kindern.
Am 5. April 2005 verstarb Lorenz Kramer unerwartet im Alter von 63 Jahren in Bayreuth.

## Wirken
Lorenz Kramer befasste sich seit Anfang seiner Karriere mit Supraleitung und Suprafluidität, von 1974 bis 1978 zudem mit Biophysik. Seit 1982 untersuchte er nichtlineare Phänomene in Kontinua. Zu seinen Spezialgebieten zählten die Musterbildung in Flüssigkristallen, die er in Bayreuth insbesondere mit seinem Fachkollegen Werner Pesch untersuchte, die komplexe Ginzburg-Landau-Gleichung und andere nichtlineare Gleichungen in der mathematischen Physik.

## Publikationen

### Fachartikel (Auszug)
Die Literatur- und Zitationsdatenbank Web of Science listet Lorenz Kramer als Autor oder Mitautor von über 150 Fachartikeln. Zu den meistzitierten gehören:
- Lorenz Kramer, Werner Pesch: Core structure and low-energy spectrum of isolated vortex lines in clean superconductors at T≪Tc. In: Zeitschrift für Physik. Band 269, Nr. 1, März 1974, S. 59–64, doi:10.1007/BF01668869 (englisch).
- L. Kramer, R. J. Watts-Tobin: Theory of Dissipative Current-Carrying States in Superconducting Filaments. In: Physical Review Letters. Band 40, Nr. 15, April 1978, S. 1041–1044, doi:10.1103/PhysRevLett.40.1041 (englisch).
- R. J. Watts-Tobin, Y. Krähenbühl, L. Kramer: Nonequilibrium theory of dirty, current-carrying superconductors: phase-slip oscillators in narrow filaments near Tc. In: Journal of Low Temperature Physics. Band 42, Nr. 5-6, März 1981, S. 459–501, doi:10.1007/BF00117427 (englisch).
- Eberhard Bodenschatz, Walter Zimmermann, Lorenz Kramer: On electrically driven pattern-forming instabilities in planar nematics. In: Journal de Physique. Band 49, Nr. 11, November 1988, S. 1875–1899, doi:10.1051/jphys:0198800490110187500 (englisch).
- Igor S. Aranson, Lorenz Kramer: The world of the complex Ginzburg-Landau equation. In: Reviews of Modern Physics. Band 74, Nr. 1, Januar 2002, S. 99–143, doi:10.1103/RevModPhys.74.99 (englisch).

### Bücher
- Agnes Buka, Lorenz Kramer (Hrsg.): Pattern Formation in Liquid Crystals. Springer, New York 1996, ISBN 978-0-387-94604-7, doi:10.1007/978-1-4612-3994-9 (englisch).